# Highlands (Lied)
Highlands ist ein 12-taktiger Blues von Bob Dylan, der erstmals 1997 auf dem Album Time Out of Mind veröffentlicht wurde. Mit einer Länge von über sechzehn Minuten gehört Highlands zu Dylans längsten Songs.

## Entstehung
Highlands wurde, wie die anderen Tracks auf Time Out of Mind, Anfang 1997 in den Criteria Recording Studios in Miami aufgenommen und produziert von Daniel Lanois. Außer Dylan und Lanois waren an der Aufnahme von Highlands die folgenden Musiker beteiligt: Tony Garnier (Bass), Augie Meyers (Orgel), Jim Dickinson (Keyboards) und Tony Mangurian (Percussion).

## Inhalt
Die erste und in weiteren Strophen mehrfach wiederholte Zeile „my heart’s in the Highlands“ ist ein Zitat; es ist der Titel eines Gedichts von Robert Burns aus 1789.
Ein Mann, dessen Alter unbestimmt bleibt, der aber sicher nicht mehr der Jüngste ist,
 all the young men with their young women looking so good

 I’d trade places with any of them / in a minute, if I could
ist seines gegenwärtigen Lebens überdrüssig
 same ol’ rat race / life in the same ol’ cage
und sehnt sich nach den Highlands
 my heart’s in the Highlands / only place left to go.
Beim Titel des Songs, Highlands, ist spekuliert worden, ob das schottische Hochland gemeint ist, immerhin war Robert Burns Schotte, oder die Highlands in South Dakota.
where the Aberdeen waters flow.
Ist die Stadt Aberdeen in Schottland oder die in South Dakota gemeint? Man darf aber auch annehmen, dass Bob Dylan in einem allgemeineren Sinn ein romantisches Bild unberührter Natur schaffen wollte:
honeysuckle blooming in the wildwood air […] bluebelles blazing […] the beautiful lake of the Black Swan etc.
Der mittlere Teil des Songs erzählt eine eigene Geschichte. Der Mann berichtet von der Begegnung mit einer Kellnerin in einem Restaurant in Boston:
waitress comes over / nobody in the place but me and her. 
Es entwickelt sich ein kurioser Dialog, von dem jeder Satz Anlass zu Deutungsversuchen geben kann. Einiges lässt vermuten, dass das Ganze nur ein Traum des Mannes war:
I step outside back to the busy street but nobody’s going anywhere.
Ganz am Ende des Songs wird aus dem Ich-Erzähler, der sein Leben als ein „rat race“ ansah, doch noch der Autor Bob Dylan:
my heart’s in the Highlands […]

there’s a way to get there and I’ll figure it out somehow

but I’m already there in my mind

and that’s good enough for now.    